# Espécimen biológico
Un espécimen biológico es una muestra de laboratorio biológica retenida por un biorepositorio para su investigación.
Un espécimen biológico sería tomado para un muestreo de modo  que sea representativo de cualquier otro espécimen tomado desde la fuente de la muestra. Cuando se almacenan muestras biológicas lo ideal es que sean equivalentes a los espécimen recién recogidos para fines de investigación.
Los especímenes biológicos (muestras biológicas) humanos son almacenados en un tipo de biorepositorio llamado biobanco y la ciencia de la preservación de estos especímenes es la más activa en el campo de biobancos.

## Control de calidad
El establecimiento de normas generales para la calidad de los especímenes biológicos fue inicialmente un aspecto con poco desarrollo en el área del crecimiento de los biobancos. Actualmente hay un debate sobre qué normas deben establecerse y cuáles deberían gestionar esos estándares ya que muchas organizaciones establecen sus propias normas y desde que los biobancos son usados por diversas organizaciones, y por lo general son impulsados hacia la expansión, la armonización de los procedimientos operativos para prácticas de laboratorios son de alta prioridad. Los procedimientos tienen que estar basados en la evidencia y cambiará conforme las investigaciones y tecnologías se desarrollen.

### Políticas
Se ha progresado en la creación de organizaciones que elaboren políticas para regular este tipo de especímenes, un ejemplo es la creación de la Oficina de Investigación de Biobancos y Especímenes Biológicos (por sus siglas en inglés OBBR) por parte del Instituto Nacional de Cáncer en el 2005 y la Red de Simposios para la Investigación de Especímenes Biológicos. La Sociedad Internacional para los Repositorios Biológicos y Ambientales, la Agencia Internacional para la Investigación del Cáncer, la Organización para la Cooperación Económica y Desarrollo y la Red Australiana de Especímenes Biológicos  también han propuesto políticas y normas. En el 2008 la AFNOR, una organización de normalización francesa publicó la primera norma de calidad específica para los biobancos. Aspects of ISO 9000 have been applied to biobanks.

### Objetivos de Calidad
El criterio de calidad para los especímenes depende según el estudio que está siendo considerado y no hay un tipo universal de espécimen. La integridad del ADN es un factor importante para los estudios que involucran la amplificación de todo el genoma. La integridad de ARN es crítica para algunos estudios y puede ser evaluado en geles de electroforesis. Además, los biobancos que realizan el almacenamiento de especímenes no pueden tomar la responsabilidad absoluta de la integridad del espécimen ya que antes de que tengan la custodia de las muestras alguien debió recopilarlas y procesarlas lo que provoca que la degradación de ARN ocurra debido a que el espécimen se ve mucho más afectado por estas circunstancias que por un almacenamiento inadecuado.

## Técnicas de almacenamiento
Muchos especímenes que se encuentran en los biobancos son criopreservados.[cita requerida]  Si no se llega a utilizar esta técnica se utilizan otras menos comunes.

## Técnicas asociadas con los biobancos
Algunas de las técnicas de laboratorio asociadas con el almacenamiento de los especímenes biológicos incluyen la extracción fenol-cloroformo, PCR y RFLP por sus siglas en inglés.[cita requerida]